# Diana Aguavil
Diana Aguavil   (Otongo Mapalí, 10 d'agost de 1983) és una dirigent indígena equatoriana, la primera dona governadora dels tsachila després de 104 anys d'història. També és la segona dona que s'hi ha presentat candidata.
Filla de l'exgovernador tsachila Héctor Aguavil, assassinat el febrer del 2018, estudiava una tecnologia en Parvulari a l'Instituto Japón quan es va proposar com a líder del grup indígena. Ja havia fet nou semestres a la Universitat UTE en Hoteleria i Turisme. En les eleccions, l'agost del 2018, va rebre més vots que els seus dos contrincants i la seva victòria va ser reconeguda pel Consell Nacional Electoral de l'Estat equatorià. Va succeir, doncs, Javier Aguavil.
L'abril del 2019, l'Assemblea Nacional de l'Equador la va condecorar amb un reconeixement al mèrit social pel càrrec extraordinàriament obtingut, a més d'atorgar-li un Acord Legislatiu en el qual s'exalta la seva vàlua i treball i es pondera la seva invariable disposició i entrega a favor del col·lectiu enfront de l'individu. Aquesta premiació va ser en el marc de la celebració de la tradicional festa del Kasama, que enalteix els valors identitaris del poble tsachila.
Forma part del partit polític Alianza Tsáchila. Té una filla.